# Joshua Slack
Joshua "Josh" Slack (ur. 16 grudnia 1976 w Brisbane) – australijski siatkarz plażowy, brązowy medalista Mistrzostw Świata z 2007 roku. Uczestniczył w Letnich Igrzyskach Olimpijskich w 2000 roku wraz z Mattem Grinlaubsem. Na Igrzyskach Olimpijskich w 2004 i 2008 roku grał w parze z Andrew Schachtem.